# Пульвер, Ганс
Ганс Пульвер (нем. Hans Pulver; 28 декабря 1902 — 8 апреля 1977) — швейцарский футболист, игравший на позиции вратаря.

## Биография
С июля 1922 по июнь 1936 Ганс Пульвер выступал за футбольный клуб «Янг Бойз» из Берна.
Г. Пульвер был включён в состав национальной сборной на Летних Олимпийских играх 1924 в Париже. В ходе турнира футболист защищал ворота сборной во всех сыгранных матчах. По итогам соревнования швейцарцы завоевали серебряные медали, уступив в финале уругвайцам со счётом 0:3.
После завершения карьеры игрока Г. Пульвер занимал пост главного тренера футбольных клубов «Янг Бойз» (1935—1942), «Берн» (1944—1946, 1946—1947) и «Тун» (1948—1949).